# Schwalb Miklós
Schwalb Miklós (Budapest, Józsefváros, 1903. február 20. – Boston, 1981. október 2.) magyar zongoraművész és -tanár.

## Életpályája
Schwalb Kálmán (1871–1929) kereskedő és Fejérvári Ilona (1879–1969) fiaként született. Tanulmányait 1913 és 1916 között a Budapesti II. Kerületi Királyi Egyetemi Katolikus Főgimnáziumban, illetve a Budapesti VII. Kerületi István-úti Magyar Királyi Állami Főgimnáziumban végezte. Közben a Fodor Zeneiskolában is tanult.
A Zeneakadémián Dohnányi Ernő, Kodály Zoltán és Weiner Leó tanítványa volt. Tizenhét évesen debütált a Budapesti Filharmóniai Társaság zenekarával, Dohnányi e-moll zongoraversenyét játszotta a szerző vezényletével. 1922–23-ban Rubinstein Ernával turnézott Európában és a tengerentúlon. Az évtized végén Londonban telepedett le, ahol 1928-ban megnősült, de hamarosan elvált. Látványos európai karrierjének a háború vetett véget. A második világháború első két évében Franciaországban tartózkodott, ahonnan a német megszállás miatt az USA-ba menekült. Itt 1941-ben, New York-ban 1942-ben debütált, többször játszott a Carnegie Hallban. Koncertező művészként működött, több egyetemen tanított, 1946-ban Bostonban a New England Conservatory tanára lett, tanított a Northeastern University-n. Számos hangfelvételt készített, többek közt mestere, Dohnányi Ernő műveiből is.